# NetWare Core Protocol
NetWare Core Protocol (NCP) は ノベルが開発したネットワークプロトコルである。通常はNetWare / Novell Open Enterprise Server (OES) のクライアントサーバーの操作に利用される。初期のバージョンはMS-DOSクライアント上で動作したが、最近ではWindowsをはじめとする様々なプラットフォームに移植されている。
NCPはファイルアクセス、プリント、ディレクトリサービス、時刻同期、メッセージ転送、リモートアクセス、サーバーボリュームのアクセス権限の管理に使用される。IPX/SPXの様にフットプリントが軽く、簡単な設定で動作することで、アドバンテージがある。
POSIXに準拠しない独自の実装方法により、ネットワークからの読出し権限のないディレクトリの不可視化、権利継承と言った特別なセキュリティモデルを利用できる。
NCPはeDirectoryのサーバ間のディレクトリツリーの同期メカニズムに利用される。
オリジナルのIPX/SPXの実装はNetWareによって行われたが、NetWare 5.0以降　TCP/IPに移植され Port 524を利用し、Service Location Protocol (SLP) によって容易に名前解決が行われる。